# Geranium albiflorum
Geranium albiflorum är en näveväxtart som beskrevs av Carl Friedrich von Ledebour. Geranium albiflorum ingår i släktet nävor, och familjen näveväxter. Inga underarter finns listade i Catalogue of Life.